# Joachim Franz
Joachim Franz (* 11. November 1960 in Wolfsburg) ist ein deutscher AIDS-Aktivist.

## Leben
Franz war als junger Mann Schichtarbeiter bei Volkswagen in Wolfsburg. Er wog über 120 Kilogramm und führte nach eigenem Bekunden ein ungesundes und wenig reflektiertes Leben. Einer seiner Freunde starb an AIDS. Er erkannte im Alter von etwa 30 Jahren, dass er sein Leben von Grund auf ändern musste und neue Ziele und Herausforderungen brauchte. Heute ist Franz ein erfolgreicher Abenteuersportler und Motivator, der mehrere Einträge im Guinnessbuch der Rekorde hat und mit verschiedenen Projekten gegen die Ausbreitung von AIDS kämpft. Bekannt wurde Franz durch unterschiedliche Projekte wie „Paris–Dakar – Hand in Hand gegen AIDS“. Heute arbeitet Joachim Franz als Referent, Buchautor und Geschäftsführer eines Personalentwicklungsunternehmens. Er berichtet von seinem Leben und speziell seinen aids awareness expeditions. Franz vertritt die Meinung, Sport sei der beste Weg, um Zeichen zu setzen und auf Missstände aufmerksam zu machen. Getreu seinem Motto „Be Your Own Hero“ („Sei dein eigener Held“) hat er auf zahlreichen Wohltätigkeits- und Schulveranstaltungen sowie Kongressen dazu ermuntert, Initiative zu zeigen und sich zu engagieren.

## Aktivitäten (Auswahl)
- 1993 Schwerer Radunfall / Sportliches Comeback und Einstieg in den Extremsport mit dem ersten Bergmarathon
- 1994 Comrades Marathon in 7:49:41 Std., Platz 1031 der Gesamtwertung[1]
- Erster Eintrag in das Guinness-Buch der Rekorde für 24-Stunden-Weltrekord Ergometer-Climbing/Versa Climber
- 1997 Teilnahme an Raid Gauloises in Südafrika/Lesotho, Captain und Finisher / 24-Stunden-Extremwettkampf German Quest
- 1998	Schweiz Extrem (Outdoorsportarten) / Dritter Eintrag ins Guinness-Buch der Rekorde: Times-are-chancing-Tour Südafrika / Karbyk: 72 Stunden von Port Elizabeth nach Kapstadt
- 2000	Raid Gauloises, Trans Himalaya Expedition, Captain des Global Adventure Team Deutschland
- 2003 Two Oceans Marathon in 4:50:50 Std., Platz 1128 in der Gesamtwertung[2]
- 2006 Rennsteiglauf 72,7 km in 7:42:58 Std., Platz 435 der Gesamtwertung[3]

Joachim Franz führte von 2001 bis 2011 mehrere aids awareness expeditions durch (kurz waae, deutsch: Expeditionen, um auf Aids aufmerksam zu machen). 2005 befuhr er per Fahrrad die gesamte Panamericana in rund 36 Tagen. Bei der Expedition 2008 wurden die jeweils höchsten Berge von 20 Ländern von Norwegen bis Südafrika bestiegen. 2011 erreichte seine Expedition 55 Länder in 111 Tagen.

## Ehrungen
- 2009 wurde Franz von der Zeitschrift Reader’s Digest zum Europäer des Jahres 2008 gewählt.[4]
- 2009 wurde Joachim Franz für seine Werte und seinen Lebensweg mit dem Prix Romantik Liebold ausgezeichnet.[5]
- 2010 erhielt Joachim Franz den HOPE Award in Dresden.
- 2011 wurde Joachim Franz mit dem Bundesverdienstkreuz am Bande für sein soziales Engagement ausgezeichnet.
- 2011: Die Aktion „aids awareness expedition“ wurde in den Jahren 2011, 2012 und 2015 vom Rat für Nachhaltige Entwicklung mit dem Qualitätssiegel „Werkstatt N-Projekt“ ausgezeichnet.[6]